# Jędrzej Moraczewski

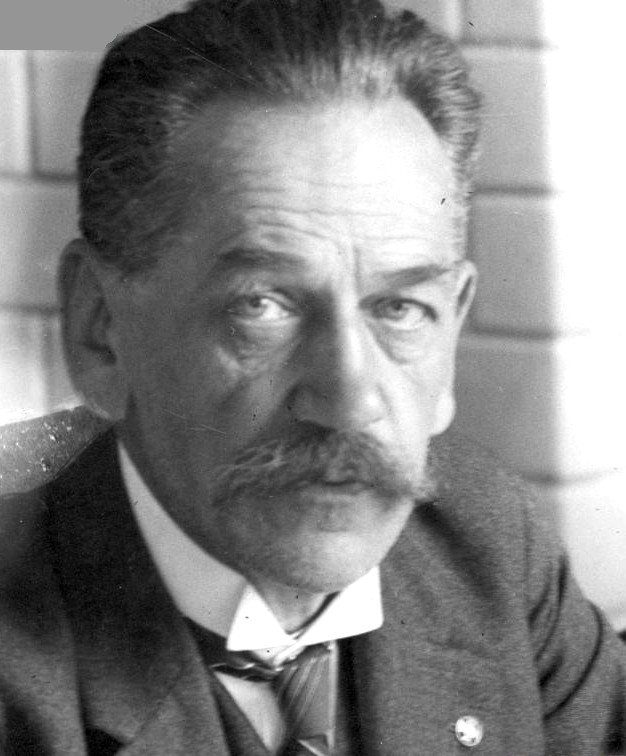
Jędrzej Moraczewski

Jędrzej Moraczewski (* 13. Januar 1870 in Trzemeszno; † 5. August 1944 in Sulejówek) war ein polnischer PPS-Politiker in Galizien und Teschener Schlesien, Gewerkschaftsfunktionär, österreichischer Parlamentsabgeordneter (1907–1918) und vom 17. November 1918 bis 16. Januar 1919 erster Ministerpräsident des wiederentstandenen polnischen Staates. Er war Vizemarschall der verfassunggebenden Nationalversammlung und bis 1927 PPS-Sejm-Abgeordneter. 1927 wurde er aus der PPS ausgeschlossen, 1928 war er einer der Mitbegründer der Revolutionsfraktion (PPS-d). 1931 gründete er eine Gewerkschaftsvereinigung (pl.: Związek Związków Zawodowych) und war bis 1939 ihr Vorsitzender.